# 相模原市消防局
相模原市消防局（さがみはらししょうぼうきょく）は、神奈川県相模原市の消防部局（消防本部）。管轄区域は相模原市全域。

## 概要

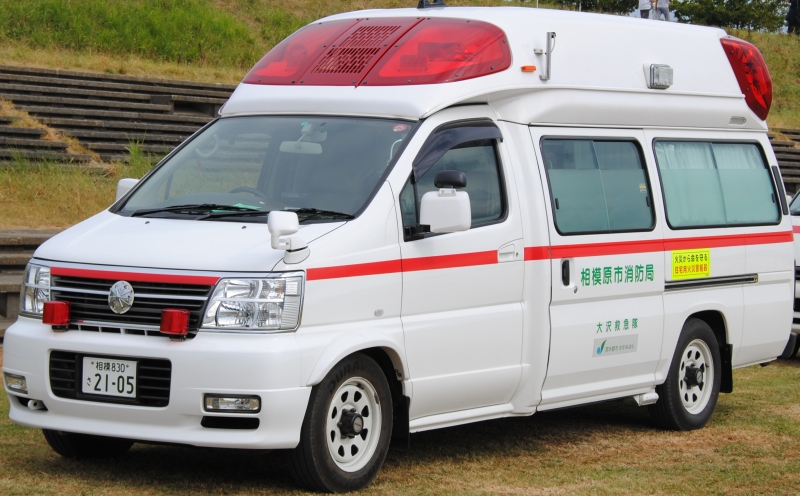
救急車

- 消防局本部：相模原市中央区中央2-2-15
- 管内面積：328.83km2
- 職員定数：713人
- 消防署4か所、分署15か所、出張所1か所、派出所1か所
- 主力機械（2018年1月1日現在[1]）
  - 普通消防ポンプ自動車：14
  - 水槽付消防ポンプ自動車：9
  - はしご付消防自動車：5
  - 高所救助車：1
  - 化学消防自動車：4
  - 救急自動車：22
  - 指揮車：4
  - 救助工作車：5
  - 救助資機材車：3
  - 特別高度工作車：1
  - 特殊災害対応自動車：1
  - 大型除染システム車：1
  - 重機搬送車：1
  - 燃料補給車：1
  - 資機材搬送車：4
  - 災害活動支援車：1
  - その他：70

## 沿革[2]
- 1958年
  - 1月1日 市立体育館の一部を事務所として、相模原市消防本部を設置する。
  - 4月1日 相模原市消防署を設置し、常備消防業務を開始する。
  - 5月1日 消防本部・消防署庁舎が完成する。
- 1961年6月1日 南出張所を開設する。
- 1962年7月1日 橋本機関員派出所を開設する。
- 1963年7月18日 消防署に救急自動車を配備し、救急業務を開始する。
- 1964年5月1日 橋本機関員派出所が橋本出張所に昇格する。
- 1965年
  - 8月1日 南出張所で救急業務を開始する。
  - 10月1日 消防本部に課制を導入する。
  - 12月1日 淵野辺出張所を開設する。
- 1968年12月1日 相陽出張所を開設する。
- 1969年12月1日 田名出張所を開設する。
- 1970年10月1日 救急自動車のサイレンを電子音（ピーポーサイレン）に取り替える。
- 1972年
  - 6月1日 市の出先機関である出張所と混同を避けることを目的に、出張所を分署に改称する。
  - 7月1日 消防本部・消防署新庁舎が業務を開始する。
  - 12月1日 麻溝台分署を開設する。
- 1973年11月18日 田名分署で救急業務を開始する。
- 1974年2月1日 麻溝台分署で救急業務を開始する。
- 1975年4月1日 南分署が南消防署に昇格し、2署体制となる。相模原市消防署を相模原消防署に改称する。大沢分署を開設する。
- 1976年4月1日 東林分署を開設する。
- 1977年4月1日 大沼分署を開設する。
- 1978年4月1日 相原分署を開設する。
- 1979年4月1日 橋本分署で救急業務を開始する。
- 1981年10月1日 大沼分署で救急業務を開始する。
- 1982年4月1日 緑が丘分署を開設する。
- 1985年4月1日 相武台分署を開設する。
- 1987年10月1日 南消防署新庁舎が業務を開始する。
- 1989年10月1日 緑が丘分署で救急業務を開始する。
- 1990年4月1日 消防指令センターを開設し、同年5月14日に落成式が行われる。
- 1991年
  - 6月1日 上溝分署を開設する。
  - 12月1日 麻溝台分署配備の救急自動車が相武台分署へ配置換えになり、相武台分署で救急業務を開始する。
- 1992年6月1日 上鶴間分署を開設する。
- 1993年3月15日 初の高規格救急自動車を相模原消防署に配備し、救急救命士が業務を開始する。
- 1994年4月1日 消防署に課制を導入する。
- 1995年1月 阪神・淡路大震災に応援出場する。
- 1995年4月1日 淵野辺分署で救急業務を開始する。
- 1996年5月1日 大沢分署で救急業務を開始する。
- 1997年4月1日 上鶴間分署で救急業務を開始する。
- 1998年4月1日 上溝分署で救急業務を開始する。
- 1999年10月1日 橋本分署が北消防署に昇格し、3署体制となる。
- 2004年10月 新潟県中越地震に緊急消防援助隊を派遣する。
- 2004年12月 インドネシア共和国スマトラ島沖地震災害に国際消防救助隊を派遣する。
- 2006年
  - 3月20日 津久井郡津久井町及び相模湖町が相模原市へ編入合併する。
    - 津久井郡4町で設立・運営していた津久井郡広域行政組合が合併前日をもって解散し、相模原市に承継する。
    - 津久井郡広域行政組合消防本部を相模原市消防本部に統合し、津久井郡広域行政組合消防署を津久井消防署に改称し、4署体制となる。
    - 津久井郡城山町および藤野町は相模原市に常備消防事務を委託する。（両町は2007年3月11日に相模原市へ編入合併した。）

  - 10月1日 新磯分署を開設し、相陽分署を廃止する。新磯分署で救急業務を開始する。
  - 12月21日 旧相模原市域と津久井地域の119番通報の受信体制を一本化する。
- 2007年4月1日 市組織の局制導入に伴い、相模原市消防局に改称する。津久井消防署城山分署を北消防署城山分署に改める。
- 2008年4月1日 高度救助隊を創設し、相模原消防署に配置する。
- 2011年2月 ニュージーランドカンタベリー地震（クライストチャーチ）に国際消防救助隊を派遣する。
- 2011年3月 東北地方太平洋沖地震に伴う東日本大震災に対して宮城県仙台市に緊急消防援助隊を派遣する。
- 2011年3月25日 政令指定都市移行に伴い高度救助隊を格上げさせる形で特別高度救助隊（愛称：スーパーレスキューはやぶさ）を創設し、相模原消防署に配置する。
- 2012年
  - 4月1日 相原分署で救急業務を開始する。
  - 7月1日 南消防署の特別救助隊を格上げさせる形で高度救助隊を配置する。
- 2013年4月22日 藤野分署が新築移転する。
- 2018年4月1日 青根出張所が新築移転し、青根分署に昇格する。青根分署で救急業務を開始する。
- 2024年2月5日 津久井消防署が新築移転する[3]。

## 組織
- 本部:消防総務課、予防課、危険物保安課、警防課、救急課、指令課
- 消防署:警備課、査察指導課

## 消防署
| 消防署       | 住所               | 分署 | 出張所              | 派出所                |
| ------------ | ------------------ | --- | ------------------- | --------------------- |
| 相模原消防署 | 中央区中央2-2-15   | 田名：中央区田名4841-3 淵野辺：中央区淵野辺本町3-1-8 緑が丘：中央区緑が丘1-32-25 上溝：中央区上溝2163-9                                         | なし                | なし                  |
| 南消防署     | 南区相模大野5-34-1 | 麻溝台：南区麻溝台8-38-20 新磯：南区磯部1229-1 東林：南区東林間7-35-25 大沼：南区古淵3-15-8 相武台：南区新磯野2-51-1 上鶴間：南区相模大野7-40-4 | なし                | なし                  |
| 北消防署     | 緑区橋本4-16-6     | 大沢：緑区大島1745-1 相原：緑区相原4-14-9 城山：緑区川尻1699-1                                                                                  | なし                | なし                  |
| 津久井消防署 | 緑区寸沢嵐3455-1   | 藤野：緑区吉野433-1 青根：緑区青根1372-1 | 鳥屋：緑区鳥屋789-7 | 救急隊：緑区太井157-1 |

## その他
- 相模原市と旧津久井郡4町との合併協議において、常備消防については下記のとおりとなった。
  - 常備消防組織は合併時に相模原市の制度へ統合。
  - 津久井郡広域行政組合消防本部の本部機能は、相模原市消防本部へ統合。
  - 合併時には津久井地域の消防署所は現状維持とするが、合併後、津久井地域を含めた消防組織を検討。
- 2006年4月1日より、津久井消防署に警備課及び査察指導課が設置され、指揮隊の設置及び救助隊の強化が図られた。また、2007年4月1日より、津久井消防署城山分署を北消防署城山分署に改めた。
- 相模原市消防力整備計画（平成22年度～平成31年度）における消防署所の整備方針は以下のとおり。
  - 北消防署相原分署
    - 救急自動車を配置できるよう整備する。

  - 南消防署東林分署
    - 救急自動車を配置できるよう整備する。

  - 南消防署（仮称）麻溝台・相武台分署
    - 麻溝台分署と相武台分署を統合し、新たに分署を配置する。

  - 南消防署（仮称）麻溝分署
    - 新たに分署を配置する。

  - 津久井消防署本署
    - 移転整備する。

  - 津久井消防署（仮称）中野又は串川分署
    - 現在の救急隊派出所から消防隊を増強した分署として、新たに分署を配置する。

  - 津久井消防署藤野分署
    - 移転整備する。

  - 津久井消防署鳥屋分署
    - 救急自動車を配置できるよう整備のうえ鳥屋分署に改称する。

  - 津久井消防署青根分署
    - 移転整備のうえ青根分署に改称する。また、救急需要に対応するための処置を講ずる。
- 救急隊配備状況：相模原・南・北・津久井の4本署、田名・淵野辺・緑が丘・上溝・新磯・大沼・相武台・上鶴間・大沢・相原・城山・藤野・青根の13分署、津久井救急隊派出所（計18隊）【2018年4月1日現在】